# Halimba
Halimba là một thị trấn thuộc hạt Veszprém, Hungary. Thị trấn này có diện tích 12,62 km², dân số năm 2010 là 1096 người, mật độ 87 người/km².